# Stimmhammer

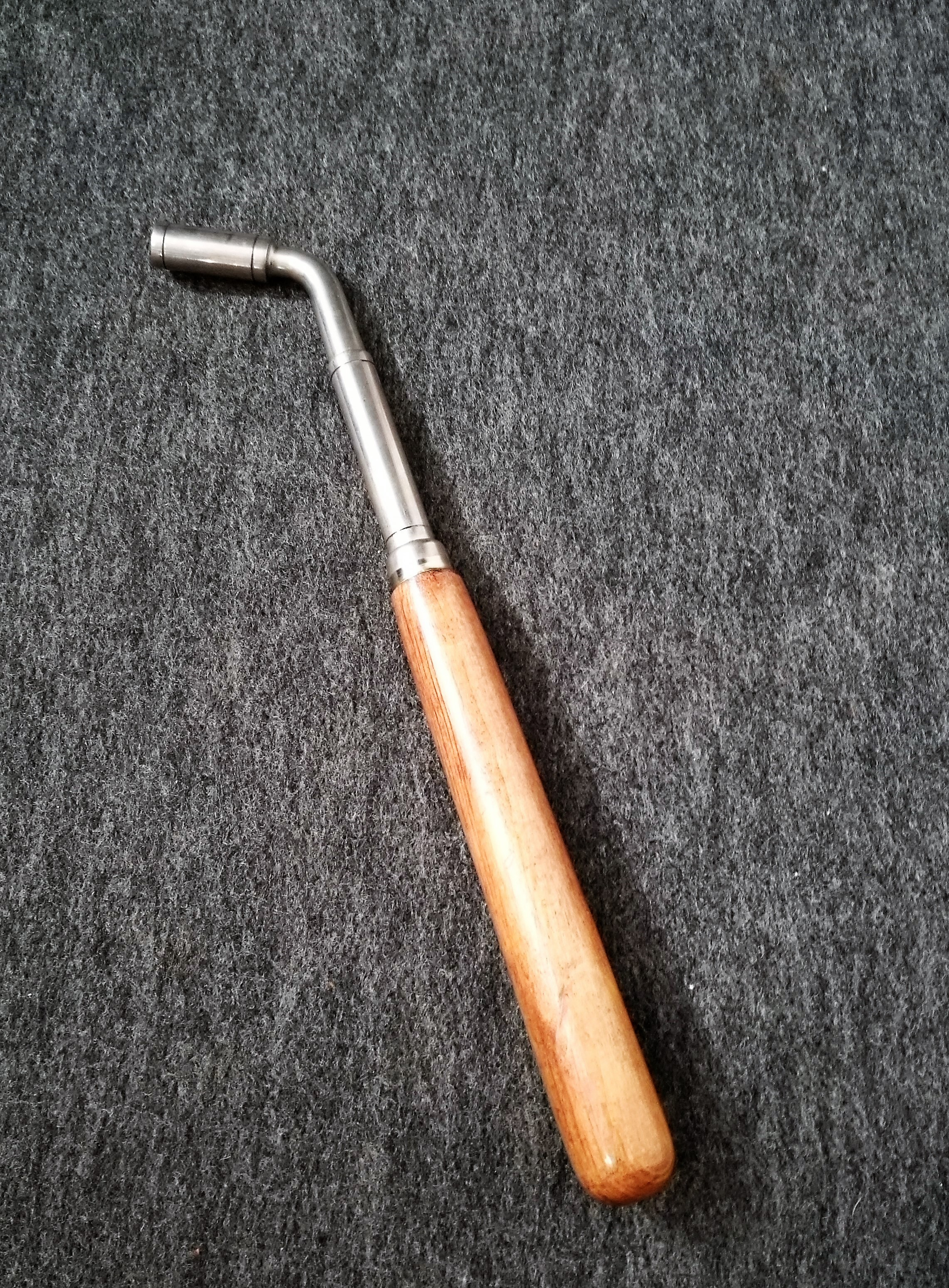
Stimmhammer Flügel

Ein Stimmhammer, auch Stimmeisen, Stimmkrücke oder Stimmschlüssel, ist ein spezieller Schraubenschlüssel zum Stimmen von Klavieren, Flügeln, Cembali, Harfen, Zithern und weiteren Saiteninstrumenten, deren Wirbel (auch Stimmnägel genannt) aus Stahl gefertigt und in einen Stimmstock eingeschlagen sind.

## Geschichte
Der ältere Begriff des Stimmhammers entstand zum einen aus der Form, die mit dem längeren Stiel und dem seitlich angebrachten Stimmschlüssel einem Hammer ähnelt. Zum anderen diente der Hammerkopf auch dazu, lose oder zu weit nach oben stehende Wirbel festzuschlagen. Bei Tasteninstrumenten war es einerseits üblich, für ein neu gebautes Instrument einen eigenen, passgenauen Stimmhammer anzufertigen. Andererseits wurde die Verjüngung des Vierkantloches nach innen empfohlen, um gegebenenfalls für Wirkelköpfe etwas unterschiedlicher Größe noch verwendbar zu sein. Um die Öse oder Schleife zu drehen, mit denen die Saiten an dem Einhängestift befestigt sind, befand sich bei einem professionellen Stimmhammer über dem Hammer ein kleiner Haken.

## Formen

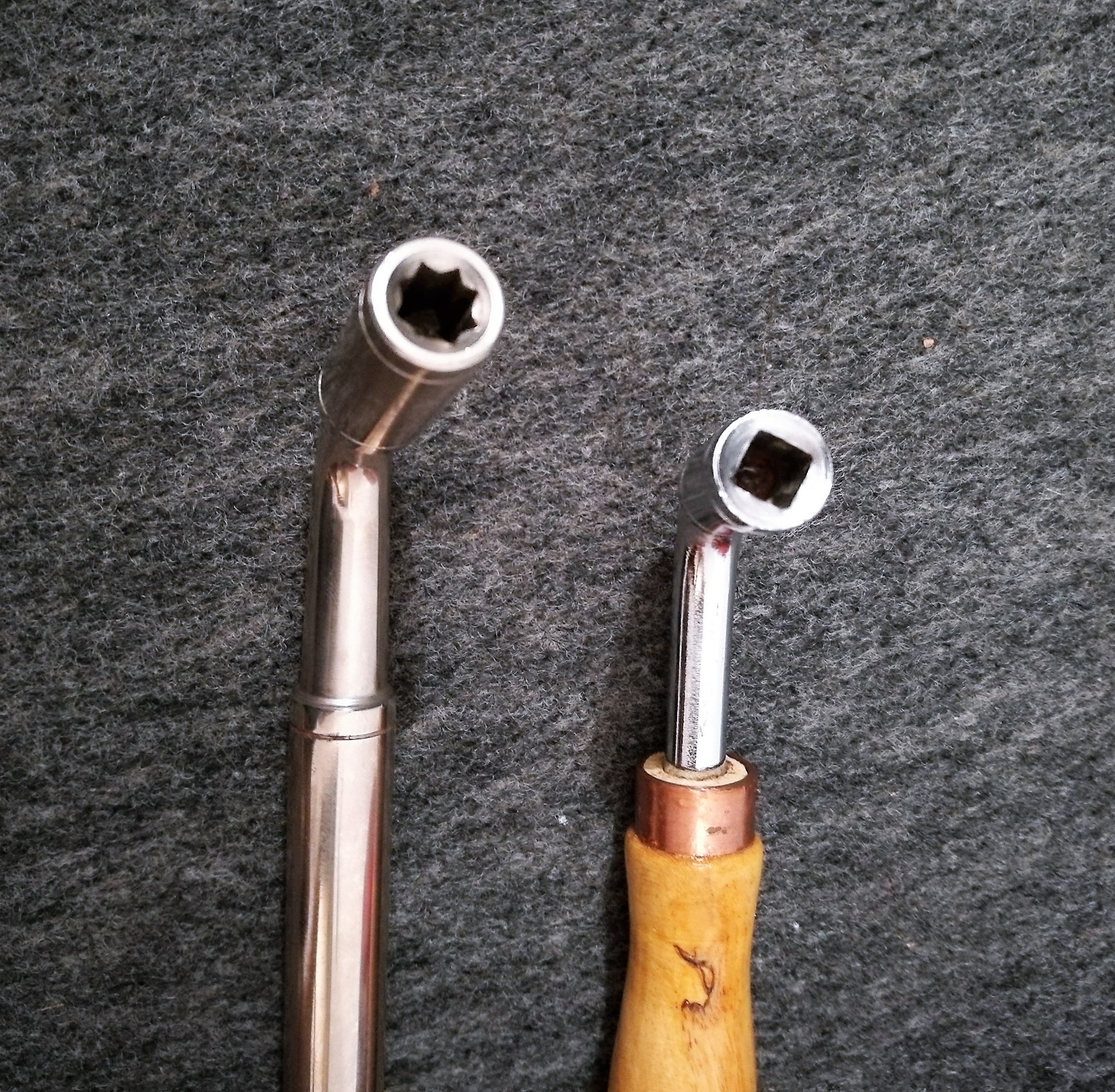
Stimmhammer mit Vierkant- und Achtkantschlüssel

In der L-Form besteht der Stimmhammer aus einem langen Griff, der meist aus Holz gefertigt ist und einem Kopf mit dem eigentlichen Ringschlüssel aus Metall. Die Schlüsselweite muss zum Stimmnagel passen, der zwar gedreht wird, aber kein Schraubgewinde hat, sondern in den Stimmstock eingeschlagen ist. Der Ring des Stimmhammers kann vierkantig oder achtkantig sein. Die achtkantige Form ermöglicht das Ansetzen in unterschiedlichen Positionen am vierkantigen Wirbel. Üblicherweise ist der Griff beim Stimmhammer für das Cembalo kürzer, da dies im Gebrauch handlicher ist und nur ein geringerer Kraftaufwand zum Anziehen der Saite erforderlich ist.
Eine weitere Form des Stimmhammers wird beschrieben als „ein eiserner T-förmiger Hammer mit einer vierkantigen Vertiefung in seinem Griffende, womit die Wirbel verschiedener Saiteninstrumente gefaßt u. behufs der Stimmung herumgedreht werden.“ Diese Form, die auch Stimmschlüssel oder Stimmkrücke genannt wird, kommt vor allem auch in den Größen vor, die für das Stimmen kleinerer Instrumenten, wie zum Beispiel der Cantele, Kinderleier oder Gusli, deren Saiten kürzer sind und deren Stimmung deshalb nur wenig Kraftaufwand erfordert.
Eine andere Form findet sich bei Stimmschlüsseln für Trommeln, die meist ganz aus Metall gefertigt, ohne Griff und wesentlich kleiner sind (s. Bild Stimmschlüssel für Bongo in der Bildergalerie.) Sie sind oft aus verchromtem Aluminium gefertigt.
In jüngerer Zeit werden auch Stimmschlüssel mit auswechselbaren Steckschlüsseln, und ausziehbaren Griffen angeboten. Sie werden aus Stahl (auch rostfrei), kohlenstofffaserverstärktem Kunststoff, Aluminium oder Kunststoffen hergestellt.
Nicht zu verwechseln ist der hier behandelte Stimmhammer mit dem ebenfalls wie ein Hammer geformten Stimmhornhammer, der mit anderer Funktion im Orgelbau verwendet wird.

## Verwendung

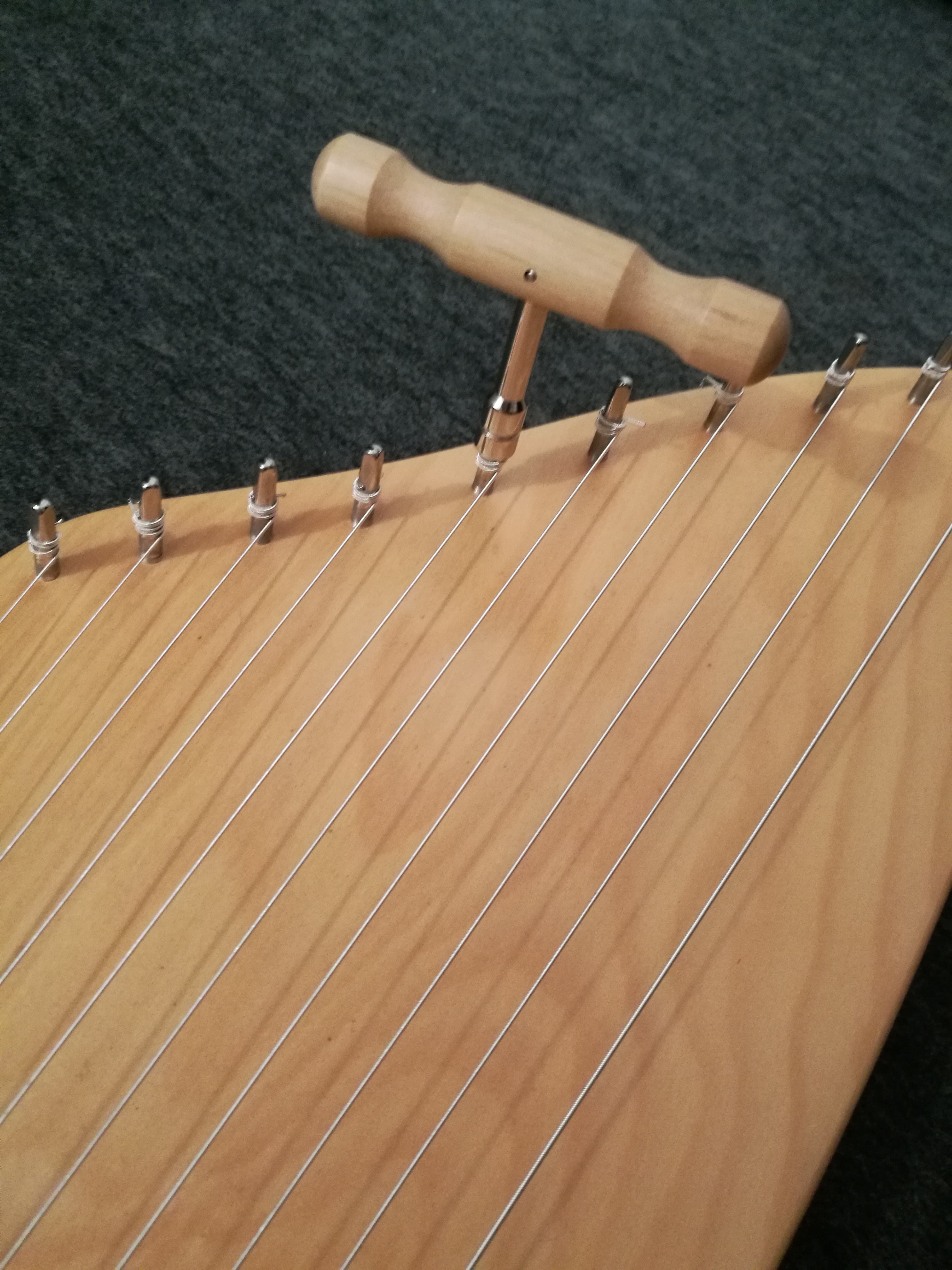
Stimmschlüssel am Wirbel einer Kantele

Der Stimmhammer oder Stimmschlüssel wird auf den Stimmwirbel der zu stimmenden Saite aufgesetzt, um diesen zu drehen und  die Saitenlänge und damit die Tonhöhe zu verändern. Je gespannter die Saite ist, desto höher ist der erklingende Ton. Die Saiten sind im Allgemeinen so aufgezogen, dass eine Drehung nach rechts die Saite stärker spannt und eine Drehung nach links die Spannung herabgesetzt. Aus technischen Gründen wird eine Saite zunächst etwas entspannt und dann auf die gewünschte Tonhöhe hochgezogen. Insbesondere bei dicht beieinander liegenden mehrchörig aufgespannten Saiten werden spezielle Gummikeile, hölzerne Pinzetten oder Filzstreifen verwendet, um ein Mitschwingen der benachbarten Saiten beim Stimmen zu verhindern (s. Bildergalerie).
Zu den Instrumenten, die mithilfe eines Stimmschlüssels gestimmt werden müssen, gehören alle Klaviere, Clavichord, Cembalo, Spinett, Harfe, Veeh-Harfe, Zither, Hackbrett, manche Leiern, Kantele, Psalter, Autoharp, Citera und Gusli. Auch Pauken und einige andere stimmbare Perkussionsinstrumente werden teilweise mit Hilfe spezieller Stimmschlüssel gestimmt. Während die Stimmung von Klavieren im Allgemeinen von professionellen Klavierstimmern durchgeführt wird, ist es bei den übrigen Instrumenten üblich, dass der Instrumentalist sie selbst stimmt.

## Bildergalerie

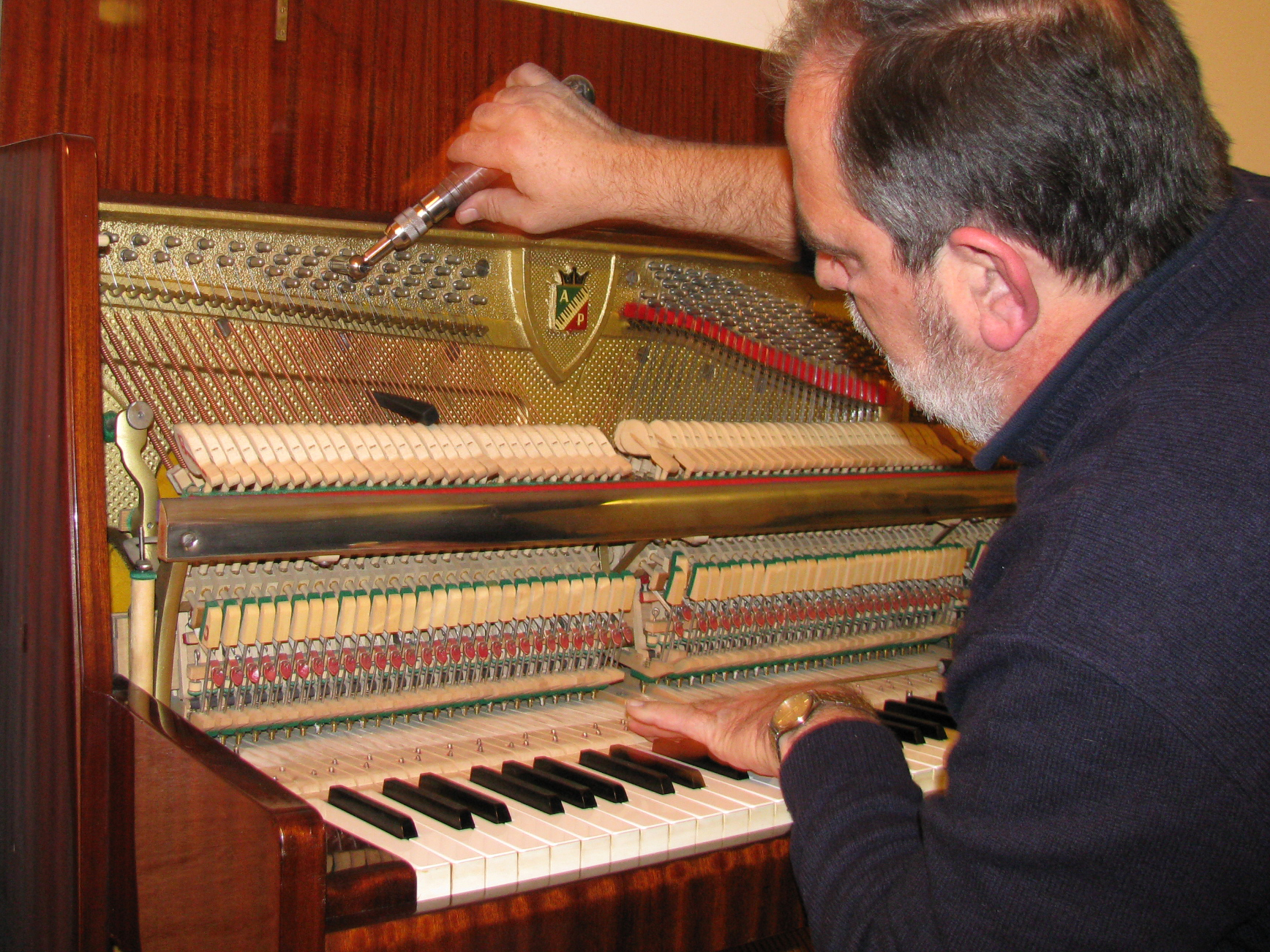
Klavierstimmer
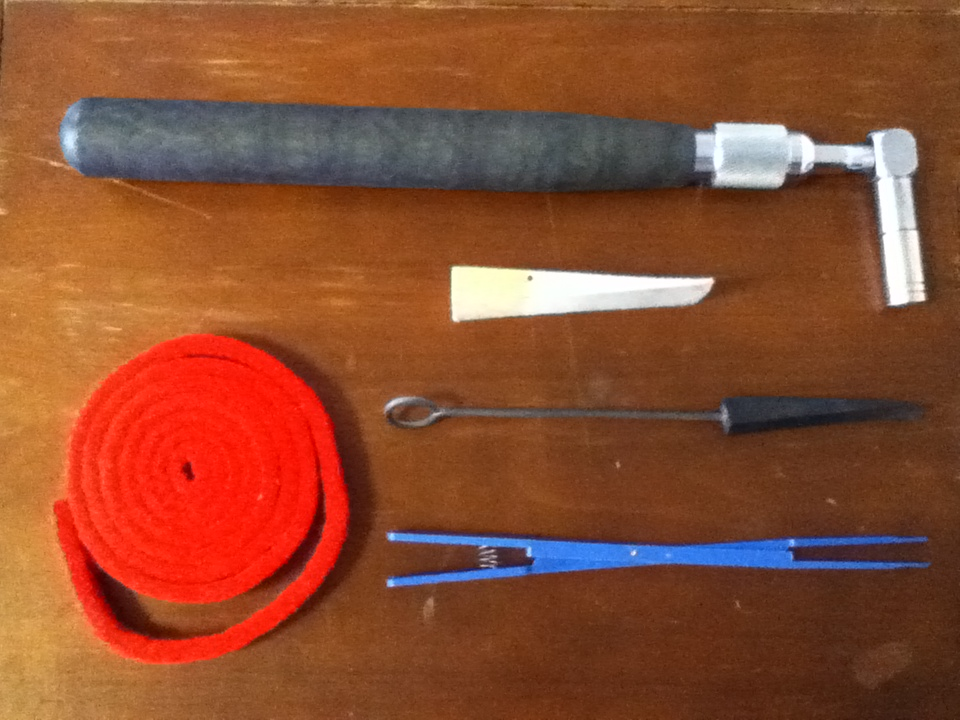
Zubehör zur Klavierstimmung
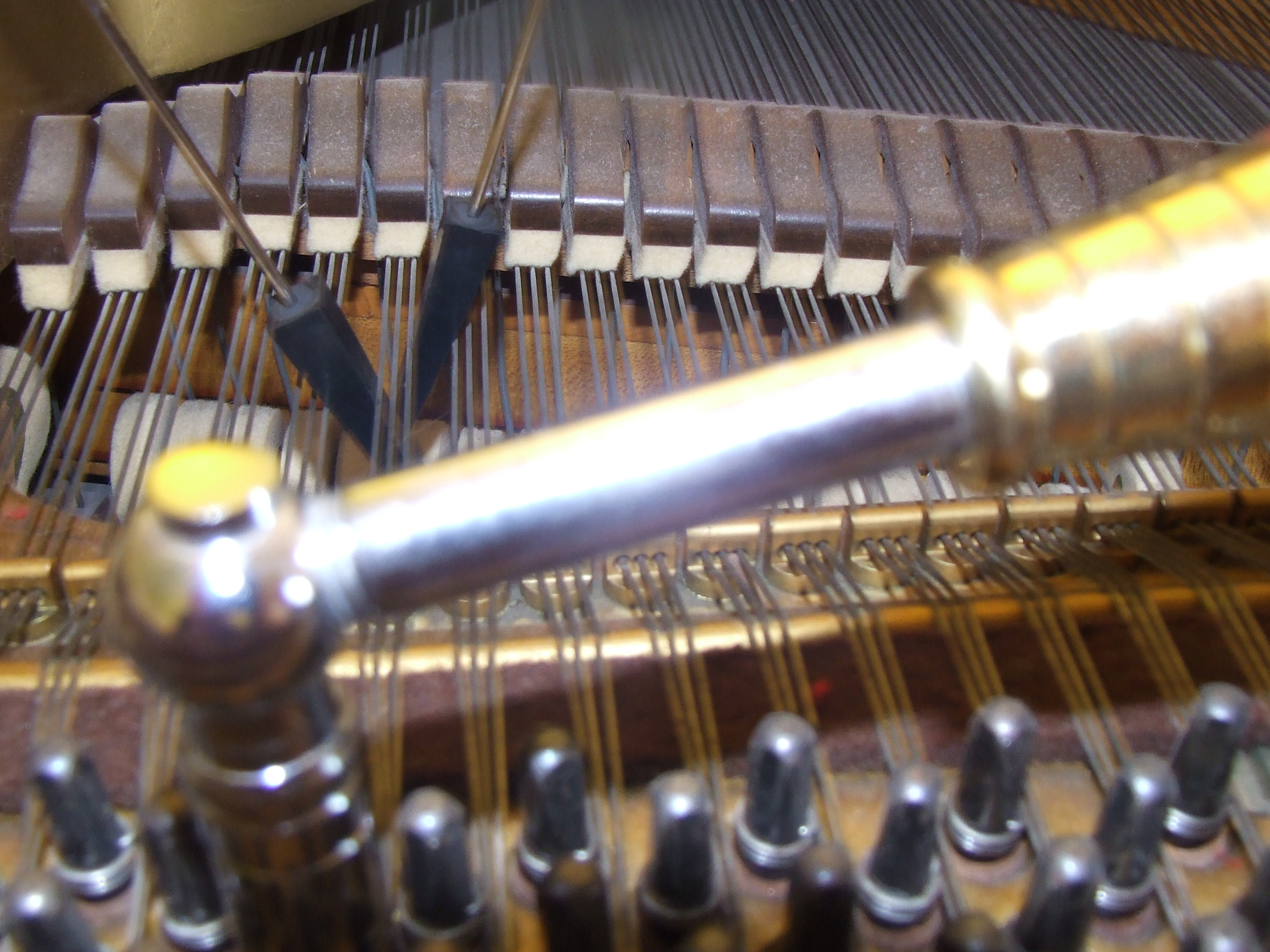
Stimmhammer und Dämpfer
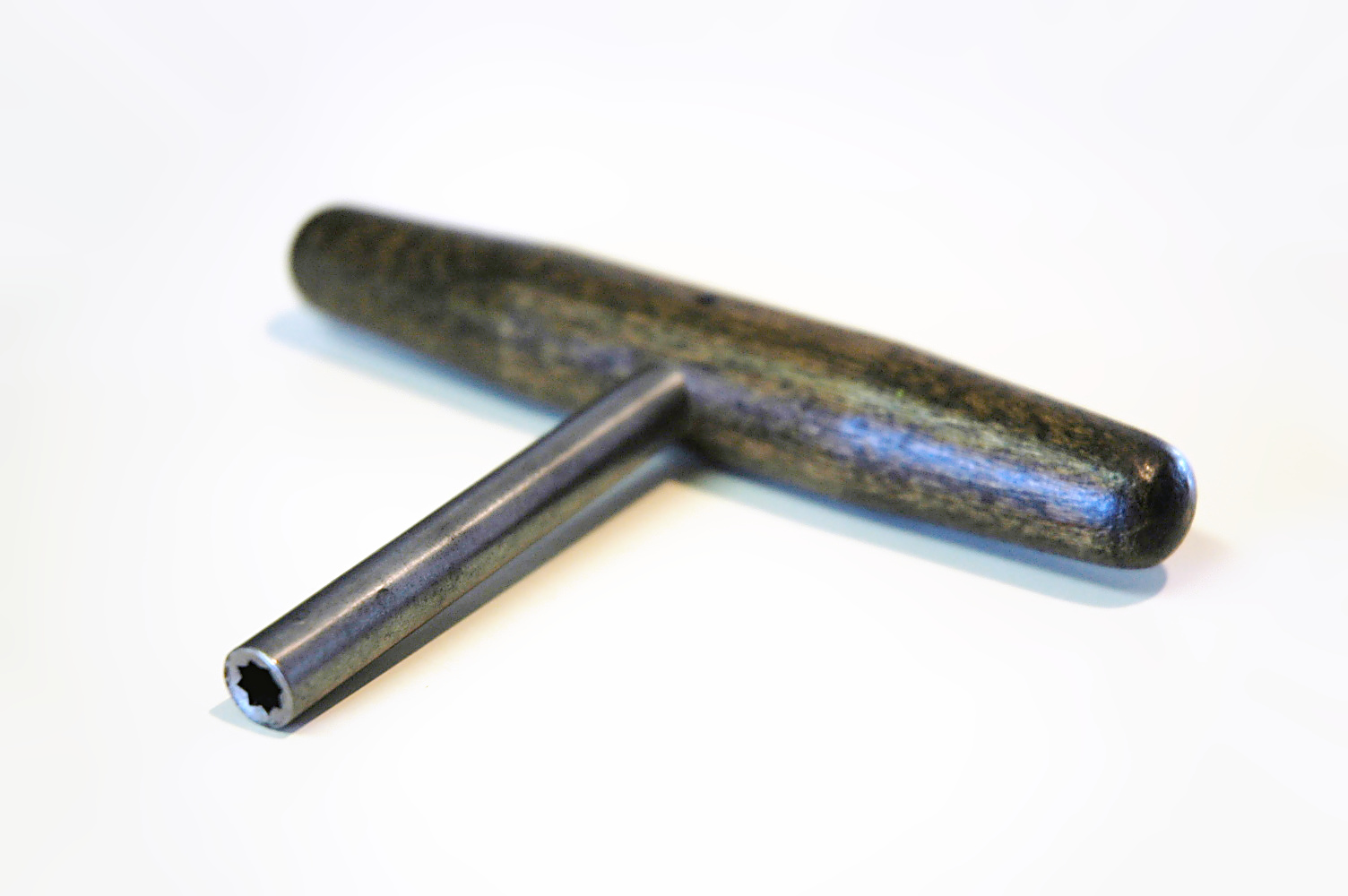
Stimmkrücke
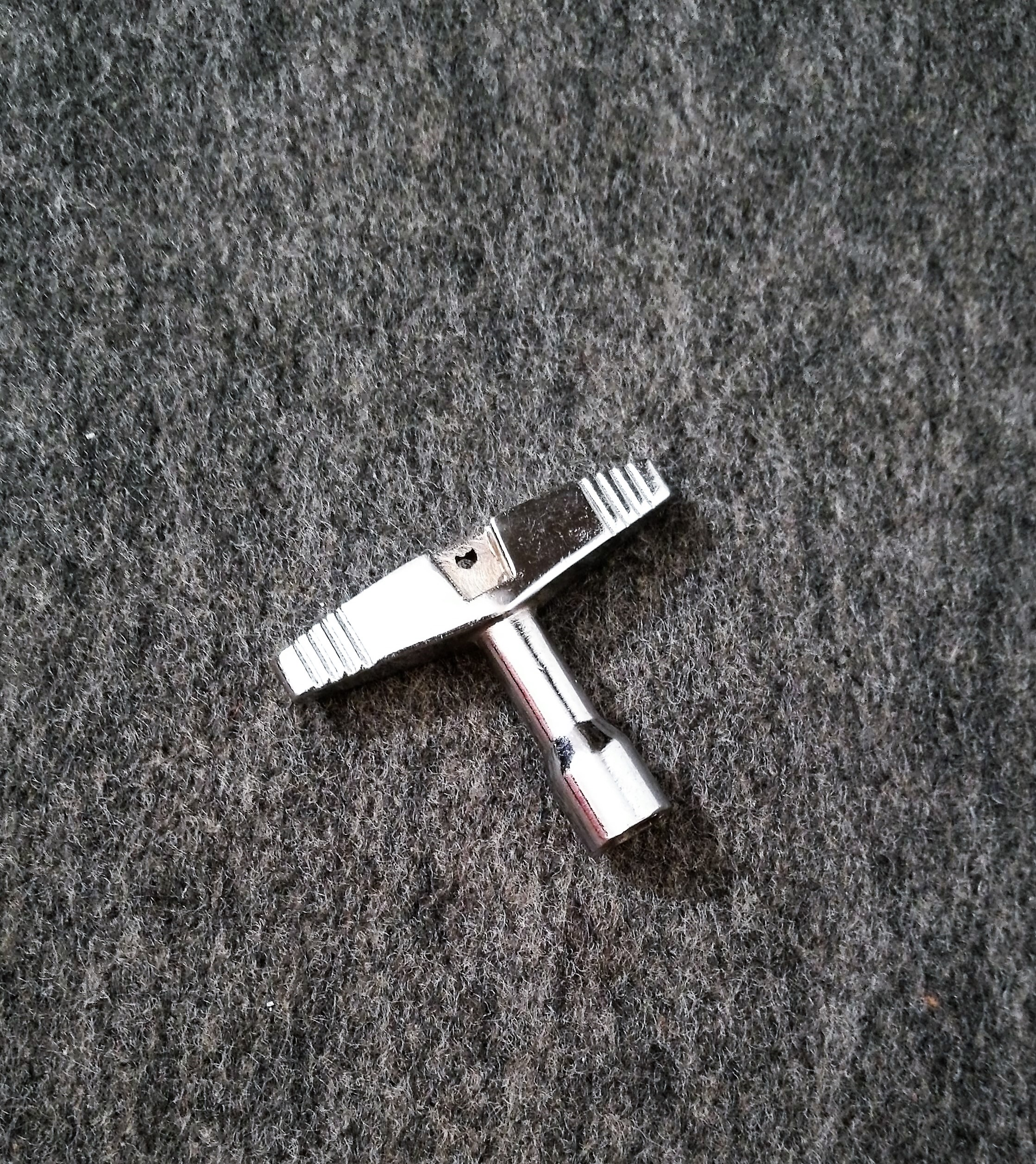
Stimmschlüssel Bongo